# 维利耶勒塞克 (瓦兹河谷省)
维利耶勒塞克（法語：Villiers-le-Sec，法語：[vilje lə sɛk] ⓘ）是法国法蘭西島大區瓦兹河谷省的一个市镇，位于该省东部，属于萨塞勒区。

## 地理
维利耶勒塞克（49°4'21"N, 2°23'22"E）面积3.26 平方千米，位于法国法蘭西島大區瓦兹河谷省，该省份为法国北部内陆省份，北起瓦兹省，西接厄尔省，南至塞纳-圣但尼省、上塞纳省和伊夫林省，东临塞纳-马恩省。
与维利耶勒塞克接壤的市镇（或旧市镇、城区）包括：埃皮奈尚普拉特勒、阿坦维尔、法兰西地区贝卢瓦、法兰西地区马雷伊、勒梅尼勒欧布里、维莱讷苏布瓦。

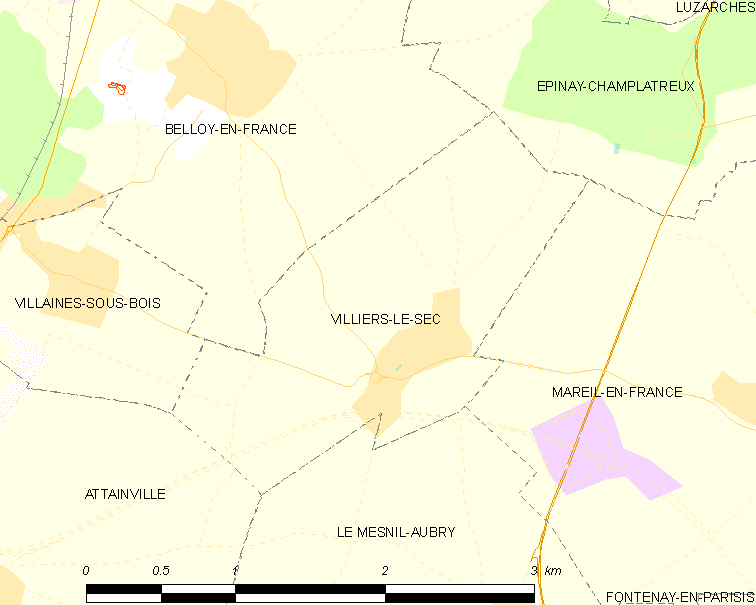
的OSM定位图

维利耶勒塞克的时区为UTC+01:00、UTC+02:00（夏令时）。

## 行政
维利耶勒塞克的邮政编码为95720，INSEE市镇编码为95682。

## 政治
维利耶勒塞克所属的省级选区为福斯县。

## 人口

1962-2008年间人口变化图示

维利耶勒塞克于2022年1月1日时的人口数量为198人。